# Insomniac Games
A Insomniac Games, Inc. é uma desenvolvedora norte-americana de jogos eletrônicos sediada em Burbank, Califórnia. Foi fundada em fevereiro de 1994 por Ted Price como Xtreme Software, porém foi renomeada para seu nome atual apenas um ano depois. A companhia é mais conhecida por ter desenvolvido vários títulos de sucesso para as plataformas PlayStation, como as séries Spyro e Ratchet & Clank, além de outros jogos como a franquia Resistance, Sunset Overdrive e Spider-Man.
O primeiro projeto da empresa foi Disruptor para o PlayStation original, que teve boa recepção crítica, mas baixos números de vendas que quase levaram a Insomniac para a falência. Seu jogo seguinte foi Spyro the Dragon, que foi um grande sucesso comercial que gerou duas sequências em dois anos. A companhia então colaborou com a Sony Computer Entertainment na criação das franquias Ratchet & Clank e Resistance. Ambas foram sucessos de crítica e vendas. Seu primeiro título multiplataforma foi Fuse em 2013 junto com a Electronic Arts, porém este acabou tornando-se um dos jogos mais mal recebidos da empresa.
Desde 2014 a Insomniac tem expandido seu portfólio de jogos. Ela trabalhou com a Microsoft Studios na criação do exclusivo Sunset Overdrive, fez uma parceria com a GameTrust Games para o lançamento de Song of the Deep em várias plataformas, lançou diversos títulos para celulares e em realidade virtual e apresentou uma reimaginação do primeiro Ratchet & Clank. A Insomniac também lançou Spider-Man em 2018, seu primeiro título licenciado de outra propriedade intelectual.
A Insomniac foi uma colaboradora frequente da Sony, porém, apesar da proximidade, a empresa só foi fazer parte da PlayStation Studios em 2019. A companhia preza muito por sua independência criativa e considera ser controlada por publicadoras como algo frustrante. Seu processo de desenvolvimento de jogos envolve grande liberdade criativa para os membros da equipe. A Insomniac dá grande importância para a criação de propriedades intelectuais novas e que eles possam manter os direitos.

## História

### Década de 1990

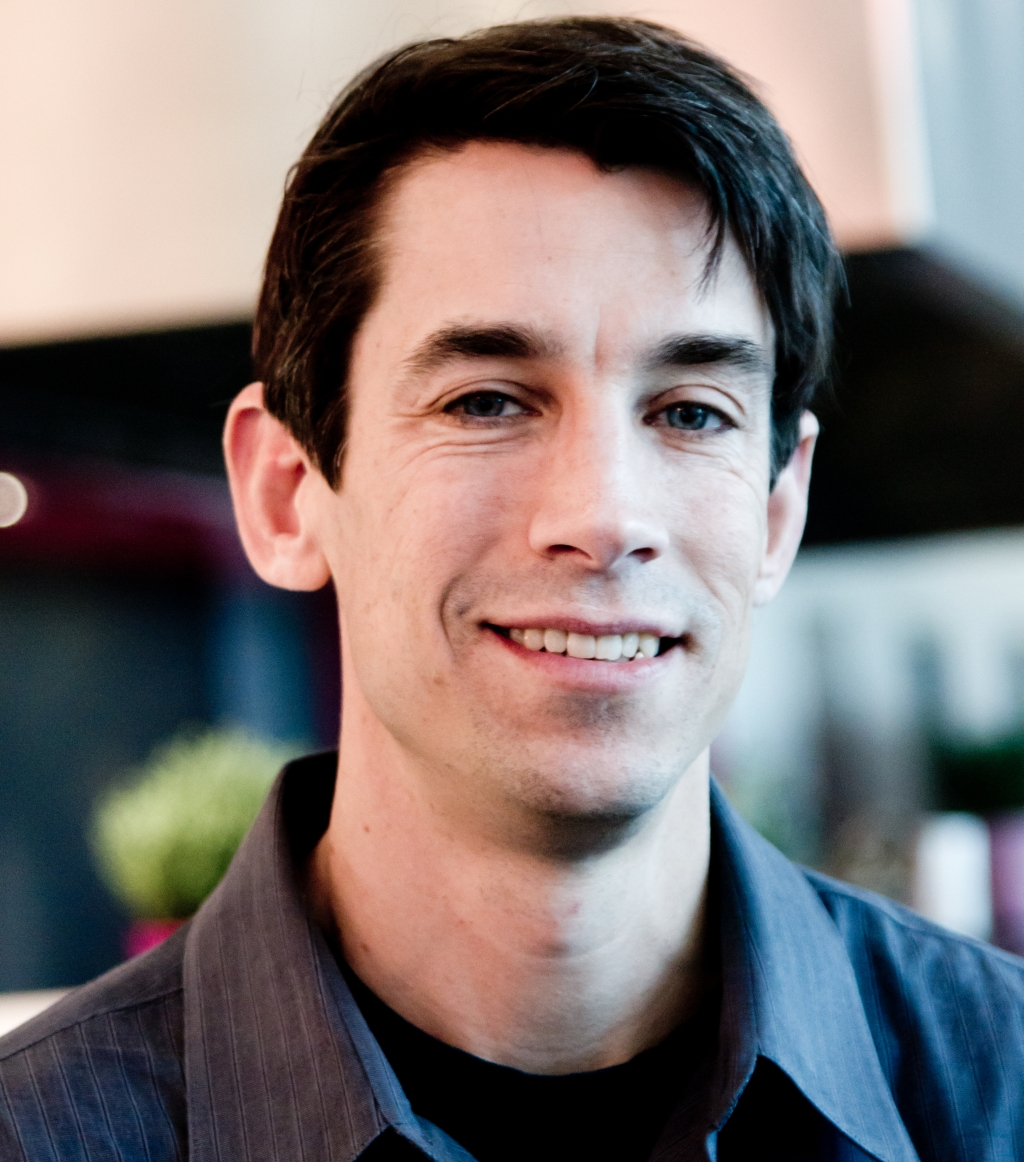
Ted Price, fundador e presidente da Insomniac Games.

A Insomniac Games foi fundada por Ted Price, que estava determinado em trabalhar na indústria de jogos eletrônicos desde o lançamento do Atari 2600 em 1977, quando ele tinha apenas nove anos. A companhia foi estabelecida oficialmente no dia 28 de fevereiro de 1994. Alex Hastings, colega de Price na universidade e um especialista em computação, logo também juntou-se à empresa em junho. Brian Hastings, irmão de Alex, juntou-se ao estúdio não muito depois. A companhia originalmente foi chamada de Xtreme Software, porém foi forçada a trocar de nome após apenas um ano em 1995 depois de descobrirem uma empresa homônima. Eles consideraram os nomes The Resistance Incorporated, Ragnarok, Black Sun Software, Ice Nine e Moon Turtle até finalmente escolherem Insomniac Games. Segundo Price, esta opção foi a escolhida porque "repentinamente fez sentido", mesmo não tendo sido a primeira escolha deles.
O estúdio começou a desenvolver seu primeiro projeto pouco depois. A equipe se inspirou em Doom e esperava capitalizar a partir do entusiasmo da indústria por jogos de tiro em primeira pessoa. Os desenvolvedores ainda não tinham experiência e consideraram desenvolver um "clone de Doom". O título começou a ser produzido para o 3DO Interactive Multiplayer pois seu kit de desenvolvimento podia ser comprado de forma barata, além da equipe ter grandes esperanças para o console. Eles desenvolveram em um mês um demo funcional. Este foi apresentado a diversas publicadoras e posteriormente a Mark Cerny, então um produtor executivo da Universal Interactive Studios, que ficou impressionado com o produto. A Universal acabou concordando em publicar o jogo e ajudar no financiamento e divulgação. A publicadora também auxiliou no desenvolvimento e contratou atores para as cenas reais. Catherine Hardwicke foi contratada como diretora de arte e inspirou-se em Warhawk.
Cerny também deu ajuda na produção e opiniões sobre o projeto de níveis do jogo. O 3DO acabou não tendo um desempenho comercial tão bom quanto o pessoal da Insomniac esperava e consequentemente a Universal acabou sugerindo que o jogo deveria ser transferido para o PlayStation da Sony Computer Entertainment com o objetivo de aumentar as vendas em potencial. O título originalmente rodava em um motor de jogo customizado desenvolvido por Alex Hastings, porém este foi aprimorado e convertido para PlayStation no decorrer de apenas um mês. O nome por fim foi escolhido como Disruptor e foi lançado mundialmente em novembro de 1996.
Disruptor foi bem recebido pela crítica ao ser lançado e foi nomeado o jogo "Azarão do Ano" por várias publicações especializadas. John Romero, projetista de Doom e co-fundador de sua desenvolvedora id Software, elogiou o jogo. A Insomniac considerou o título como uma aula no desenvolvimento de jogos eletrônicos. Price comentou que ele era "o melhor jogo que ninguém nunca ouviu falar". Disruptor teve pouquíssima divulgação e acabou sendo um fracasso comercial e a Insomniac quase entrou em falência como resultado. A equipe também ficou muito desapontada com os números de vendas. A Universal mesmo assim continuou como parceira do estúdio para seu próximo projeto. A moral da equipe estava baixa e eles decidiram desenvolver algo totalmente novo em vez de uma sequência de Disruptor.
O público jogador de PlayStation estava mudando na época para mais adolescentes e crianças. Consequentemente, a Insomniac decidiu não criar outro jogo violento como Disruptor e em vez disso desenvolver algo mais orientado para a família que seria adequado para pessoas de qualquer idade. O mercado de jogos familiares era dominado pela Nintendo, competidora da Sony, com jogos como Super Mario 64, enquanto o PlayStation não tinha exclusivos semelhantes. Cerny incentivou a Insomniac a conceberem um jogo com um mascote e apelo de massa. Craig Stitt, um artista em Disruptor, propôs que o tema e a história do novo título girassem ao redor de um dragão antropomórfico. Ao mesmo tempo, Alex Hastings começou a desenvolver um motor de jogo que rodaria uma perspectiva panorâmica, que era mais adequada a jogos de mundo aberto. O motor permitiu a inclusão de mais elementos de jogabilidade como a habilidade do dragão pairar pelo ar. O resultado disso, Spyro the Dragon, foi lançado no final de 1998.
O jogo foi aclamado pela crítica e indicado a diversos prêmios. As vendas inicialmente foram baixas, porém aumentaram depois do natal e os números finais excederam a marca de duas milhões de unidades. A equipe do estúdio se expandiu para treze pessoas. Devido ao sucesso de Spyro the Dragon, foi pedido a Insomniac que uma sequência fosse desenvolvida. A produção de Spyro 2: Ripto's Rage começou pouco depois. A equipe considerou o desenvolvimento de uma sequência como um desafio, já que precisavam conceber em um curto período ideias novas que "revolucionassem" a franquia. Eles fizeram reuniões de ideias e acabaram escolhendo expandir um minijogo presente no Spyro the Dragon original, algo que acharam que iria oferecer uma experiência diferente aos jogadores. A Insomniac também pensou em uma história mais madura. O jogo conseguiu cumprir sua janela de lançamento prevista para o final de 1999. Alex Hastings ficou preocupado com a estreia devido ao ciclo de desenvolvimento corrido e truncado.

### Década de 2000
Foi pedido a Insomniac logo depois do lançamento de Ripto's Rage um terceiro título da série Spyro. A equipe introduziu novos movimentos especiais para Spyro e mais personagens jogáveis com o objetivo de deixar o jogo mais variado que seus predecessores. A personalidade do protagonista também foi deixada mais acessível aos jogadores. A companhia teve dificuldades em conceber ideias para o jogo. A Insomniac expandiu-se para uma equipe de vinte a 25 pessoas durante o desenvolvimento. Brian Allgeier, que posteriormente tornaria-se diretor dos jogos da empresa, entrou para a equipe nessa época. Spyro: Year of the Dragon foi lançado mundialmente no final de 2000. Já tendo trabalhado em três jogos em três anos, a Insomniac decidiu embarcar em um novo projeto com personagens originais. Year of the Dragon foi o último título de Spyro que a empresa trabalhou; a Universal manteve os direitos de propriedade intelectual da franquia, mesmo ela tendo sido criada pela Insomniac. Este também foi o fim da parceira do estúdio com a Universal, já que a equipe passou a desenvolver jogos diretamente para os consoles Sony.
A Sony lançou o PlayStation 2 em 2000, o sucessor do PlayStation. As ideias da Insomniac para o novo console incluíam um projeto chamado Monster Knight, um conceito originalmente criado em 1999, porém um que acabou nunca saindo dos estágios de planejamento. Este projeto só foi revelado publicamente mais de treze anos depois. O segundo título pensado foi Girl With a Stick, que era inspirado em séries como The Legend of Zelda e Tomb Raider. Esse tinha a intenção de ser um jogo sério e assim provar a habilidade da companhia de criar títulos de outros gêneros além de plataforma. A empresa gastou seis meses no projeto, desenvolvendo vários protótipos e um demo funcional. Entretanto, a maioria dos membros da equipe, com a exceção de Price, não estavam muito entusiasmados com a ideia, achando-a muito "unidimensional". A própria Sony achou que Girl With a Stick teria dificuldades em achar um mercado e recomendou que a Insomniac focasse naquilo que faziam de melhor. O projeto foi consequentemente abandonado, com Price chegando a comentar que o jogo foi mais uma aula para a companhia e seu primeiro fracasso.

Antigo logo da Insomniac Games, introduzido na época do lançamento de Ratchet & Clank e usado até 2017.

Brian Hastings, algumas semanas depois do cancelamento de Girl With a Stick, propôs que a companhia deveria desenvolver um jogo de aventura espacial com uma temática de ficção científica. A ideia original envolvia um alienígena reptiliano com armas que viajava por vários planetas. O protagonista reptiliano posteriormente evoluiu para um homem das cavernas e por fim acabou tornando-se uma criatura ficcional chamada de lombax. Este personagem foi depois nomeado de Ratchet, que recebeu um companheiro androide chamado Clank. Spyro the Dragon, Conker's Bad Fur Day e mangás serviram de inspiração para o jogo. Ele foi deixado mais complexo, com mecânicas de RPG e tiro, a fim de torná-lo diferente dos projetos anteriores da Insomniac. A equipe ficou animada com o jogo, porém não conseguiram desenvolver um demo por não terem um motor de jogo adequado. Consequentemente, um diorama chamado de Art Nuevo de Flash Gordon foi desenvolvido para a Sony, que decidiu ajudar no financiamento e publicação do título. Jason Rubin, co-fundador e então presidente da Naughty Dog, emprestou a Insomniac o motor usado em Jak and Daxter: The Precursor Legacy. O nome do jogo foi Ratchet & Clank e originalmente seria um dos títulos de lançamento do PlayStation 2, porém acabou adiado em dois anos até estrear em novembro de 2002, tornando-se um sucesso de crítica.
A Sony aprovou o desenvolvimento de uma sequência cinco meses depois do lançamento do Ratchet & Clank original. A Insomniac queria trazer ideias novas para a franquia, ouvindo as opiniões dos fãs e dos críticos para poderem melhorar diversos elementos do jogo. Ratchet & Clank: Going Commando estreou um ano depois, época na qual a empresa já tinha completado um protótipo inicial de seu título seguinte, Ratchet & Clank: Up Your Arsenal, que apresentou um modo multijogador e expandiu as arenas de seu predecessor. Alex Hastings continuou a otimizar o motor de jogo e aumentou seu poder de processamento a fim de aprimorar o jogo. As vendas de Up Your Arsenal  foi consideravelmente mais altas que os dois primeiros jogos e tornou-se o título mais bem avaliado da série.
A Insomniac tinha lançado três jogos Ratchet & Clank em três anos, decidindo em 2005 mudar a direção da franquia. Hastings esperava que o projeto seguinte da empresa tivesse um tom mais sério que os anteriores. Como resultado, o enredo foi modificado para focar-se principalmente em Ratchet. Os desenvolvedores inspiraram-se no programa de televisão Running Man e no mangá Battle Royale; eles decidiram então criar um jogo de ação com menos elementos de plataforma. A jogabilidade acabou permanecendo similar aos seus predecessores, porém o papel de Clank foi diminuído significantemente e seu nome foi omitido do título oficial. Ratchet: Deadlocked estreou em 2005.
O estúdio também queria trabalhar em algo diferente da série Ratchet & Clank. Com o lançamento do PlayStation 3 em 2006, a equipe achou que os jogadores do novo console seriam mais maduros que de seus predecessores e assim queriam desenvolver um jogo que os agradece. Eles também achavam que a empresa não deveria se especializar em um único gênero. O novo projeto era parte da expansão da Insomniac, que agora desejava trabalhar na produção de vários jogos em paralelo. Este projeto começou a ser desenvolvido logo depois do lançamento de Deadlocked. A equipe se inspirou em Starship Troopers, com o título resultante, Resistance: Fall of Man, sendo o primeiro jogo de tiro em primeira pessoa feito pela empresa desde Disruptor. A Insomniac experimentou em transformá-lo em um jogo de tiro em equipe e que tivesse a presença de grandes inimigos lagartos, porém estes foram descartados. A Sony recomendou que o estúdio mudasse seus antagonistas lagartos porque eles não eram divertidos de se jogar.
A equipe de Fall of Man também teve discordâncias sobre a ambientação. Cerny queria que o título, proposto como uma "ópera espacial", se passasse na Primeira Guerra Mundial, porém isto foi depois alterado para a Segunda Guerra Mundial porque os desenvolvedores queriam ter armas mais extremas. Ele acabou transferido para a década de 1950 porque a Insomniac considerou que o mercado para jogos de tiro na Segunda Guerra já estava saturado na época. Fall of Man foi um dos jogos de lançamento do PlayStation 3; a equipe comentou que o desenvolvimento foi um desafio porque precisaram trabalhar rápido com o objetivo de entregarem o produto final no prazo. O título foi um sucesso de crítica e vendas, mesmo causando controvérsias pelo uso da Catedral de Manchester na história. A produção de uma sequência começou pouco depois, com a equipe querendo mudar drasticamente o jogo, o que gerou discussões internas. Resistance 2 estreou em 2008.
Enquanto isso, o desenvolvimento da franquia Ratchet & Clank continuou. A Insomniac decidiu reescrever os personagens quando a série foi transferida para o PlayStation 3. Assim, apresentaram a subssérie Future, que teve três títulos em um espaço de três anos: Ratchet & Clank Future: Tools of Destruction em 2007, Ratchet & Clank Future: Quest for Booty em 2008 e Ratchet & Clank Future: A Crack in Time em 2009. A empresa também estabeleceu em 2008 um novo estúdio em Raleigh, Carolina do Norte, inicialmente formado por 25 a trinta pessoas. Esse novo estúdio ficou responsável por alguns dos jogos Ratchet & Clank.

### Década de 2010
Tanto a franquia Resistance quanto a franquia Ratchet & Clank continuaram na década de 2010. A equipe da Carolina do Norte desenvolveu Ratchet & Clank: All 4 One, que foi lançado em 2011, porém este recebeu crítica em sua maioria mista por parte da imprensa. Em seguida, a equipe da Carolina do Norte produziu Ratchet & Clank: Full Frontal Assault, que estreou no final de 2012, expandindo os níveis de seu predecessor e que também implementou uma estrutura similar a um jogo de defesa de torres.
Enquanto isso, a companhia desenvolveu Resistance 3, que foi projetado para ser similar a Fall of Man. A equipe da Insomniac avaliou as opiniões dos jogadores sobre os aspectos negativos de Resistance 2, colocou de volta algumas das mecânicas do primeiro jogo e focou-se mais na narrativa. Eles consideraram que essa abordagem poderia diferenciá-los de outros títulos de tiro em primeira pessoa. Resistance 3 foi considerado internamente como o melhor da trilogia, porém teve números baixos de vendas e foi um fracasso financeiro. Price comentou que a equipe ficou decepcionada com a recepção, mas ainda assim tinham orgulho do produto final. Ele também anunciou no começo de 2012 que sua empresa não estaria mais envolvida na produção de futuros jogos da série Resistance. A Sony manteve os direitos da propriedade intelectual.
A Insomniac até então tinha desenvolvido jogos exclusivamente para as plataformas da Sony, porém em 2010 ela anunciou uma parceria com a Electronic Arts através do programa EA Partners para criar seu primeiro título multiplataforma para PlayStation 3 e também Xbox 360 da Microsoft. Nada foi revelado na época sobre o jogo. A companhia assim esperava alcançar um público maior, ao mesmo tempo que mantinha os direitos da propriedade intelectual e desenvolvimento da franquia. A Insomniac estabeleceu no ano seguinte uma nova divisão chamada Insomniac Click, responsável pela criação de jogos mais casuais. O estúdio faz uma nova parceria com a Electronic Arts, que era dona da desenvolvedora Playfish, especializada em jogos para redes sociais, que auxiliou na produção. Outernauts foi anunciado pouco depois e lançado em julho de 2012 para Facebook. A Click depois foi reincorporada de volta à Insomniac e a versão de navegadores de internet de Outernauts foi cancelada.
O jogo feito junto à EA Partners foi revelado na conferência de imprensa da Electronic Arts na Electronic Entertainment Expo de 2011 como Overstrike. Este foi originalmente concebido por Allgeier e tinha uma direção similar com a série Ratchet & Clank. A equipe inicialmente achou que Overstrike seria atraente para adolescentes, porém após algumas sessões teste eles perceberam que as mecânicas eram muito simples para adolescentes. A Insomniac desenvolveu muitas armas, nenhuma das quais estava relacionada à narrativa. A empresa modificou o jogo com o objetivo de deixá-lo mais interessante para jogadores mais velhos e também fez com que as armas fossem uma parte importante do título. O jogo era focado em uma campanha cooperativa, já que a companhia achou que essa era uma tendência popular na época. Overstrike acabou renomeado como Fuse e foi lançado em maio de 2013, porém foi mal recebido pela crítica e tornou-se outro fracasso comercial. Fuse foi considerado importante para a Insomniac para que entendessem o tipo de jogos que eles eram bons em fazer. A recepção do título também mostrou que a empresa deveria desenvolver "experiências coloridas e divertidas que são carregadas de armas incomuns e até mesmo bobas". Ainda em 2013, Ratchet & Clank: Into the Nexus, o último jogo da subssérie Future, foi lançado.
Paralelamente a Fuse, logo depois de terem finalizado Resistance 3, a Insomniac desenvolveu Sunset Overdrive. O jogo era inspirado em Hyena Men of Kenya, Tank Girl, I Am Legend, The Young One, máscaras de Dia das Bruxas da década de 1960 e Legos. O título foi concebido por Marcus Smith e Drew Murray, com sua primeira ideia tendo sido rejeitada pela diretoria da empresa por ser considerada muito confusa. Os dois receberam uma semana para retrabalharem o conceito, conseguindo então persuadir o estúdio a seguir adiante com o jogo. Sunset Overdrive foi apresentado a várias publicadoras, que o rejeitaram porque a Insomniac exigiu manter os direitos de propriedade intelectual. O projeto depois foi mostrado para a Microsoft Studios, que queria muito poder trabalhar com a desenvolvedora. A Microsoft permitiu que a Insomniac permanecesse com os direitos. O jogo foi um exclusivo do Xbox One e foi lançado em 2014, ano de aniversário de vinte anos da companhia.
A Insomniac, pouco antes da estreia de Sunset Overdrive, passou a também fazer experimentações na produção de jogos menores. O primeiro foi Slow Down, Bull, que surgiu depois da projetista Lisa Brown ter se perguntado quantas pessoas seriam necessárias para se criar um "jogo excelente". O título foi criado por uma equipe de apenas cinco pessoas usando o motor de jogo Unity, tendo sido lançado para Microsoft Windows em abril de 2015. Em seguida foram três títulos para aparelhos celulares: Fruit Fusion, Bad Dinos e Digit & Dash. Price comentou que o objetivo da empresa com esses jogos era "inovar onde podemos", mas focando-se em áreas específicas de gêneros sobre os quais tinham curiosidade. A ideia de todos os títulos móveis surgiu de algum membro da equipe do estúdio sobre um tipo de jogo que gostariam de jogar.
O estúdio lançou em 2016 uma reimaginação do primeiro Ratchet & Clank para PlayStation 4. A Insomniac pode reconstruir o jogo original do zero usando tudo que tinham aprendido no meio tempo, implementando mudanças gráficas, projeto de jogo, jogabilidade e história, também colaborando com a Rainmaker Entertainment na criação de um filme adaptação do primeiro título. Pouco depois a empresa lançou Song of the Deep, jogo lançado para todas as plataformas em parceria com a revendedora GameStop, que auxiliou a Insomniac na divulgação mas não teve nenhum envolvimento criativo. A companhia assinou um acordo de exclusividade com a Oculus VR para a produção de jogos em realidade virtual, já que a equipe tinha interesse na tecnologia e desejava desenvolver conhecimento na área. Segundo Price, ambas as empresas tinham uma mesma paixão por jogos e a Insomniac manteria os direitos de propriedade intelectual. Três títulos para Oculus Rift estrearam em 2016: Edge of Nowhere, The Unspoken e Feral Rites. Um quarto título, Stormland, foi lançado em 2019. Neste, o objetivo era criar uma experiência em que os jogadores passariam longos períodos jogando, apresentando um mundo que muda com o passar do tempo, introduzindo elementos multijogador e tentando mudar o modo como as pessoas enxergam jogos em realidade virtual.
A Marvel Entertainment entrou em contato com a Sony sobre a possibilidade de trabalharem em um jogo adaptação de um de seus heróis e que fosse tratado como um exclusivo feito pela própria publicadora. A produtora executiva Connie Booth sugeriu que a Insomniac seria adequada para o projeto, com o estúdio abraçando a perspectiva de forma entusiástica. A Marvel deu liberdade para a Insomniac trabalhar com qualquer um de seus heróis, com o escolhido tendo sido o Homem-Aranha. Price explicou que o personagem foi escolhido porque os "valores do Homem-Aranha refletem quem nós somos na Insomniac", dizendo que os dois lados são genuínos, autênticos e sempre buscam melhorar. O objetivo da companhia com o jogo era abordar o personagem e mundo a partir de sofisticações modernas, humor e com um protagonista mais maduro. Spider-Man foi lançado em setembro 2018 para PlayStation 4, tendo sido a primeira vez que a Insomniac trabalhou em uma propriedade intelectual licenciada. Foi um enorme sucesso de crítica e vendas, sendo considerado por jornalistas como um dos melhores jogos do ano e um dos melhores jogos de super-herói da história.
A Insomniac foi comprada em 2019 pela Sony, depois de décadas trabalhando juntas, pelo valor de 229 milhões de dólares. Price afirmou que as duas empresas compartilhavam de uma visão em comum de impactar positivamente a vida dos jogadores, e que a compra daria ao estúdio as melhores oportunidades de realizar essa visão. Shawn Layden, então diretor executivo da Sony Interactive Entertainment, comentou que a companhia há algum tempo estava avaliando a oportunidade de adquirir a Insomniac, com o sucesso de Spider-Man tendo contribuído para esse fim. Layden também afirmou que a estrutura interna do estúdio permaneceria quase inalterada e que a relação entre as duas empresas pouco mudaria, permitindo que a Insomniac mantivesse liberdade criativa e com melhor acesso às novas tecnologias desenvolvidas pela Sony.

## Filosofia
"Nós definitivamente somos muitos vocais sobre mantermos nossa independência [...] Eu realmente gosto do que eu faço, e não gosto que outras pessoas digam o que devo fazer; e penso que muitas outras pessoas na Insomniac sentem-se exatamente da mesma maneira."

— Ted Price
A Insomniac é focada em manter sua independência. Apesar de ter passado anos trabalhando exclusivamente para a Sony, ela só foi fazer parte da SIE Worldwide Studios em 2019. O estúdio inicialmente fez parceria com a Sony porque esta ajudava a financiar e divulgar seus jogos. A equipe da empresa considera frustrante serem controlados por alguma publicadora. Segundo Price, trabalhar com a Sony é um processo "autônomo"; a publicadora pode dar opiniões sobre o desenvolvimento de seus jogos, porém a Insomniac tem controle criativo total sobre eles. A companhia posteriormente decidiu criar títulos para outras plataformas além da série PlayStation para que assim pudessem manter os direitos de propriedade intelectual de suas franquias e construir uma identidade própria.
Ao desenvolver um jogo novo, a Insomniac geralmente trabalha em títulos que considera ser boa em fazer; estes geralmente são focados em narrativas, possuem armas criativas e uma jogabilidade em terceira pessoa. A companhia reconhece a importância de desenvolver novas propriedades intelectuais. Os membros de sua equipe consideram que são sortudos por terem a oportunidade de trabalharem nelas. Internamente, os desenvolvedores recebem grande liberdade criativa. Membros da equipe que não estão envolvidos em determinado projeto podem mesmo assim comentar a respeito do projeto de jogo. Price considera a criação de jogos como algo social, em que a equipe resolve problemas juntos. Ele também comentou que confiança é uma parte essencial da produção e que uma comunicação honesta entre membros da equipe pode garantir a correção da direção de certos títulos. Price também admitiu que erros podem ajudar a maximizar a criatividade e que os líderes da empresa devem ser acessíveis aos outros funcionários.